# Totana
Totana er en by og kommune i det sydøstlige Spanien i Murcia-regionen. Den har et indbyggertal på 33.663 (2024) indbyggere.